# Jonathan Neale
Jonathan Neale (Woking, 19 de agosto de 1962) é um empresário britânico que foi o diretor de operações do grupo McLaren até o final de 2021. O papel de Neale incluía o gerenciamento da operação do grupo, ao lado de Zak Brown.

## Carreira
Neale graduando-se na Universidade de Nottingham em 1984, com uma licenciatura em física, ele começou uma longa carreira na indústria aeroespacial e de defesa.
Neale ingressou na McLaren Racing como diretor de operações, em 2001, para supervisionar as operações da equipe de corrida e os processos de engenharia. Ele assumiu o cargo de diretor-gerente em 2005, e foi uma figura chave no que foi um período forte para a equipe, que culminou com a conquista do Campeonato de Pilotos por Lewis Hamilton em 2008, papel este que Neale desempenhou até 2015, com a entrada da Honda como fornecedora de motores, tornando-se diretor de operações da equipe. Com a saída de Ron Dennis da McLaren em 2016, Neale se afastou da Fórmula 1, assumindo um papel mais abrangente no grupo McLaren, com ele ocupando o cargo de diretor de operações do grupo, gerenciando o planejamento estratégico operacional e de infraestrutura para toda a organização, que incluía McLaren Racing, McLaren Automotive e McLaren Applied. Este último foi vendido no início do ano de 2021.
Em setembro de 2021, foi noticiado que Neale deixaria seu cargo no grupo McLaren até o final do ano. E, em novembro daquele ano, foi anunciado que Neale havia se juntado à Filtronic como presidente não executivo.